# Spodoptera variolosa
Spodoptera variolosa là một loài bướm đêm trong họ Noctuidae.